# 伊莉莎白·奧古斯塔·索菲
伊莉莎白·奧古斯塔·索菲（德語：Elisabeth Auguste Sofie，1693年3月17日—1728年1月30日），普法爾茨選侯卡爾三世·菲利普的女兒，母親是拉齊維烏家族的柳德薇卡·卡羅琳娜。

## 家庭
1717年，伊莉莎白·奧古斯塔·索菲與普法爾茨-蘇爾茨巴赫的約瑟夫·卡爾結婚，兩人共有三個女兒：
1. 伊莉莎白·奧古斯塔（1721年—1794年）
2. 瑪麗亞·安娜（德语：Maria Anna von Pfalz-Sulzbach）（1722年—1790年）
3. 瑪麗亞·法蘭西絲卡（1724年—1794年）